# 黄渠站
黄渠站是一个位于中国北京市朝阳区常营地区朝阳北路，属于北京地铁6号线的地铁车站。

## 位置
黄渠站位于东五环外，朝阳北路（东西向）和民族家园中路－三间房东路（南北向）的交汇处西，呈东西向布置。黄渠一名源于明万历43年（公元1615年）山东大旱时，北上逃难的曹县黄姓灾民十余人定居于此地附近的一条沟渠旁，数年后形成聚落“黄家渠”，后简称黄渠。

## 结构

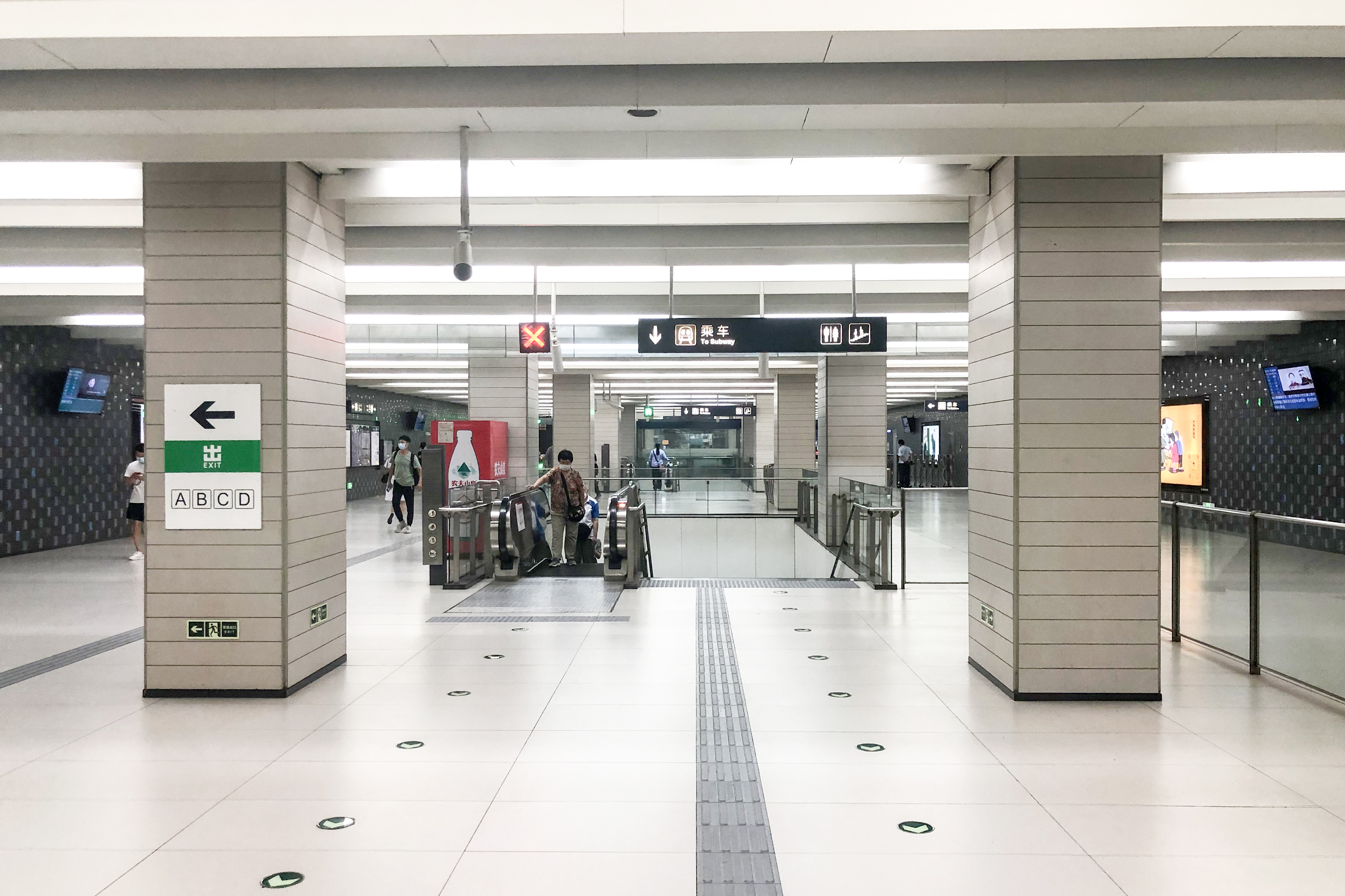
站厅

黄渠站为地下二层车站，岛式站台设计，没有越行线。车站工程总长232米，总建筑面积11465平方米。设有4个出入口。
| 地面层          | 街道                  | A—D出入口                        |
| 地下一层 站厅层 | 站厅                  | 客务中心、自动售票机、进出站闸机 |
| 地下二层 站台层 |                       | █ 6号线往金安桥（褡裢坡）        |
| 地下二层 站台层 | 岛式站台，左側開门    |                                  |
| 地下二层 站台层 | █ 6号线往潞城（常营） |                                  |

## 出入口
|                       |                    |                  |      |            |
| 编号                  | 指示               | 建议前往的目的地 | 照片 | 无障碍设施 |
| 出口 · A · 升降机标志 | 朝阳北路，黄渠东路 |                  |      |            |
| 出口 · B              | 朝阳北路           |                  |      | 不適用     |
| 出口 · C · 升降机标志 | 朝阳北路           |                  |      |            |
| 出口 · D              | 朝阳北路           |                  |      | 不適用     |
| 註： 設有             |                    |                  |      |            |